# Dangerous Woman Tour
Il Dangerous Woman Tour è stato il secondo tour mondiale della cantautrice statunitense Ariana Grande, a supporto del suo terzo album in studio Dangerous Woman (2016).
Il tour è iniziato il 3 febbraio 2017 a Phoenix, in Arizona, ed è terminato il 21 settembre dello stesso anno ad Hong Kong.

## Antefatti
Il 23 maggio 2016, la cantante ha annunciato che il tour per la promozione del suo ultimo album sarebbe iniziato tra la fine del 2016 e l'inizio del 2017. L'artista, il 9 settembre 2016, ha pubblicato le date della leg nord americana, con inizio il 3 febbraio 2017, che poi è stato spostato al giorno seguente per problemi non ancora rivelati. Pochi giorni dopo sono stati annunciati gli artisti d'apertura per la prima leg del tour. Le prevendite sono iniziate il 20 settembre 2016 e le vendite generali sono iniziate quattro giorni dopo, il 24 settembre.
Le date europee sono state annunciate il mese seguente dalla stessa cantante sui suoi social network. La prevendita autorizzata da BKSTG è iniziata il 25 ottobre 2016 e finì due giorni dopo. La prevendita autorizzata da Live Nation è iniziata il 28 ottobre 2016 ed è durata solamente un giorno.
La vendita generale dei biglietti è invece partita il 29 ottobre 2016.
Nel mese di aprile 2017, la cantante ha annunciato le date sud americane, asiatiche e oceaniche. Il 1º maggio 2017 è stata aggiunta una data ad Hong-Kong, l'ultima data del tour.
Il 24 maggio 2017, in seguito all'attentato di Manchester del 22 maggio 2017, la Grande ha cancellato le date inglesi, tedesche, polacche e svizzere. Il tour è poi ricominciato il 7 giugno 2017, a Parigi, in Francia.

## Recensioni
La leg nord americana del Dangerous Woman Tour ha ricevuto riscontri abbastanza positivi. In una recensione dello show a Las Vegas, sul giornale Las Vegas Weekly, la giornalista Ian Caramanzana ha scritto che la Grande sa essere spettacolare solamente con un microfono e la sua band, e che i pezzi migliori del concerto sono in assoluto le ballads, che hanno fatto commuovere miliardi di fan.
Ed Mesley, per il giornale "The Arizona Republic", ha scritto che Ariana si è trasformata in una diva dell'R&B e che la sua voce è diventata molto più potente e passionale, e questo si può sentire soprattutto nelle ballads.
Jon Pareles, per il New York Times, ha scritto che la Grande, sul palco, vanta voce e professionalità, non pelle.

## Attentato di Manchester
Poco dopo la fine dello spettacolo di Manchester del 22 maggio, il pubblico avverte due esplosioni nei pressi dell'Arena di Manchester.
Un'esplosione si è verificata precisamente nei pressi della biglietteria. L'edificio viene evacuato immediatamente e i soccorsi intervengono subito dopo. La polizia stima che i morti siano 22 (di cui circa 10 minorenni) e 122 feriti circa, con 14 dispersi. Il 23 maggio 2017 lo Stato Islamico ha rivendicato l'attentato.
In seguito alla tragedia, Ariana Grande si è presa una pausa dal tour fino al 5 giugno 2017, cancellando le tappe di Londra, Anversa, Łódź, Francoforte sul Meno e Zurigo.
La cantante ha poi deciso di donare alle famiglie delle vittime un milione di dollari, pagare loro i funerali dei propri cari deceduti nell'attentato e organizzare un concerto di beneficenza chiamato One Love Manchester, che ha avuto luogo il 4 giugno 2017, nella stessa città in cui avvenne l'attentato. Il concerto ha avuto come ospiti Katy Perry, i Coldplay, Justin Bieber, Miley Cyrus, Robbie Williams, Pharrell Williams, Niall Horan, Marcus Mumford, Imogen Heap, i Take That, i Black Eyed Peas, Little Mix, Fifth Armony, Sabrina Carpenter e Beyoncè.

## Scaletta
Act I
Intro
1. Be Alright
2. Everyday
3. Bad Decisions
4. Let Me Love You

Act II
Baby Loves Interlude
1. Knew Better Part II / Forever Boy
2. One Last Time
3. Touch It
4. Leave Me Lonely

Act 3
Female Interlude
1. Side To Side
2. Bang Bang
3. Greedy
4. Focus
5. I Don't Care

Act 4
1. Moonlight
2. Love Me Harder
3. Break Free
4. Sometimes
5. Thinking Bout You
6. Somewhere Over The Rainbow
7. Problem
8. Into You

Encore
1. Dangerous Woman

### Variazioni della scaletta
- Durante i concerti di Las Vegas, il 4 febbraio, e di Omaha, il 7 febbraio 2017, la cantante ha eseguito la canzone Pink + White di Frank Ocean.[7]
- Durante il concerto di Tulsa, il 9 febbraio 2017, la cantante ha eseguito Honeymoon Avenue.[8]
- Durante il concerto di Buffalo, la cantante ha eseguito Esta Noche con Bia.
- Durante i concerti di Uncasville, il 17 febbraio 2017, e di New York, il 23 febbraio, la cantante ha eseguito Better Days con Victoria Monet.
- Durante il concerto di New York, il 24 febbraio 2017, la cantante eseguito Jason's Song (I Gave It Away) con Jason Robert Brown.[9]
- Durante il concerto di Inglewood, il 31 marzo 2017, la cantante ha eseguito The Way con Mac Miller.[10][11]
- A partire dal concerto di Stoccolma, l'8 maggio 2017, alla scaletta è stata aggiunta Focus.[12]
- Durante alcuni concerti europei, la cantante ha eseguito Quit con Cashmere Cat.
- Durante il concerto di Parigi, il 7 giugno 2017, la cantante ha eseguito The Way e Dang! con Mac Miller.
- A partire dal concerto di Parigi, il 7 giugno 2017, alla scaletta è stata aggiunta Somewhere Over the Rainbow come tributo alle vittime dell'attentato a Manchester.[13]

## Artisti d'apertura
La seguente lista rappresenta il numero correlato agli artisti d'apertura nella tabella delle date del tour.
- Victoria Monét = 1
- Little Mix = 2
- Bia = 3
- KnowleDJ = 4
- DJ Ronaldinho = 5
- Sabrina Carpenter = 6
- Oriana Sabatini = 7
- Échele Miel = 8
- Fátima Pinto = 9
- CNCO = 10
- Beverly = 11
- Little Glee Monster = 12

## Date del tour
| Data              | Città             | Stato         | Luogo                         | Artisti d'apertura | Biglietti venduti / Biglietti disponibili | Incasso      |
| Nord America      | Nord America      | Nord America  | Nord America                  | Nord America       | Nord America                              | Nord America |
| ----------------- | ----------------- | ------------- | ----------------------------- | ------------------ | ----------------------------------------- | ------------ |
| 3 febbraio 2017   | Phoenix           | Stati Uniti   | Talking Stick Resort Arena    | 1 ; 2              | 11.489 / 12.739                           | $737.148     |
| 4 febbraio 2017   | Las Vegas         | Stati Uniti   | MGM Grand Garden Arena        | 1 ; 2              | 9.437 / 10.787                            | $845.275     |
| 7 febbraio 2017   | Omaha             | Stati Uniti   | CenturyLink Center Omaha      | 1 ; 2              | 18.395 / 18.395                           | 1.098.485    |
| 9 febbraio 2017   | Tulsa             | Stati Uniti   | BOK Center                    | 1 ; 2              | 12.456 / 16.969                           | $983.395     |
| 14 febbraio 2017  | Nashville         | Stati Uniti   | Bridgestone Arena             | 1 ; 2              | 11.472 / 11.472                           | $614.544     |
| 17 febbraio 2017  | Uncasville        | Stati Uniti   | Mohegan Sun Arena             | 1 ; 2              | 6.301 / 6.301                             | $696.265     |
| 19 febbraio 2017  | Manchester        | Stati Uniti   | SNHU Arena                    | 1 ; 3              | 14.697 / 19.385                           | 1.274.486    |
| 21 febbraio 2017  | Buffalo           | Stati Uniti   | KeyBank Center                | 1 ; 3              | 8.646 / 13.693                            | $577.237     |
| 23 febbraio 2017  | New York          | Stati Uniti   | Madison Square Garden         | 1 ; 2              | 26.635 / 26.635                           | $2.923.027   |
| 24 febbraio 2017  | New York          | Stati Uniti   | Madison Square Garden         | 1 ; 2              | 26.635 / 26.635                           | $2.923.027   |
| 26 febbraio 2017  | Cleveland         | Stati Uniti   | Quicken Loans Arena           | 1 ; 2              | 8.685 / 14.011                            | $569.214     |
| 27 febbraio 2017  | Washington        | Stati Uniti   | Verizon Center                | 1 ; 2              | 10.073 / 13.578                           | $961.756     |
| 1º marzo 2017     | Filadelfia        | Stati Uniti   | Wells Fargo Center            | 1 ; 2              | 11.657 / 14.079                           | $909.258     |
| 3 marzo 2017      | Boston            | Stati Uniti   | TD Garden                     | 1 ; 2              | 12.349 / 12.944                           | $1.105.421   |
| 5 marzo 2017      | Toronto           | Canada        | Air Canada Centre             | 1 ; 2              | 14.503 / 14.503                           | $1.036.610   |
| 6 marzo 2017      | Montréal          | Canada        | Bell Centre                   | 1 ; 2              | 13.287 / 13.287                           | $842.563     |
| 9 marzo 2017      | Columbus          | Stati Uniti   | Nationwide Arena              | 1 ; 2              | 10.069 / 14.414                           | $611.976     |
| 11 marzo 2017     | Indianapolis      | Stati Uniti   | Bankers Life Fieldhouse       | 1 ; 3              | 10.952 / 13.020                           | $635.956     |
| 12 marzo 2017     | Auburn Hills      | Stati Uniti   | The Palace of Auburn Hills    | 1 ; 2              | 12.043 / 12.437                           | $829.626     |
| 14 marzo 2017     | Chicago           | Stati Uniti   | United Center                 | 1 ; 2              | 12.342 / 13.584                           | $989.255     |
| 16 marzo 2017     | Saint Paul        | Stati Uniti   | Xcel Energy Center            | 1 ; 2              | 8.373 / 14.736                            | $549.262     |
| 18 marzo 2017     | Kansas City       | Stati Uniti   | Sprint Center                 | 1 ; 2              | 10.589 / 13.382                           | $650.414     |
| 21 marzo 2017     | Salt Lake City    | Stati Uniti   | Vivint Smart Home Arena       | 1 ; 2              | 10.291 / 20.840                           | $584.595     |
| 23 marzo 2017     | Seattle           | Stati Uniti   | KeyArena                      | 1 ; 2              | 11.540 / 11.783                           | $802.916     |
| 24 marzo 2017     | Vancouver         | Canada        | Rogers Arena                  | 1 ; 2              | 13.213 / 13.213                           | $951.207     |
| 26 marzo 2017     | Sacramento        | Stati Uniti   | Golden 1 Center               | 1 ; 2              | 12.376 / 12.376                           | $908.963     |
| 27 marzo 2017     | San Jose          | Stati Uniti   | SAP Center at San Jose        | 1 ; 2              | 12.113 / 12.642                           | $1.092.023   |
| 30 marzo 2017     | Anaheim           | Stati Uniti   | Honda Center                  | 1 ; 2              | 11.547 / 11.547                           | $1.042.336   |
| 31 marzo 2017     | Inglewood         | Stati Uniti   | The Forum                     | 1 ; 2              | 12.054 / 12.874                           | $1.047.815   |
| 3 aprile 2017     | Denver            | Stati Uniti   | Pepsi Center                  | 1 ; 2              | 10.278 / 13.172                           | $676.163     |
| 6 aprile 2017     | San Antonio       | Stati Uniti   | AT&T Center                   | 1 ; 2              | 11.051 / 12.960                           | $720.344     |
| 8 aprile 2017     | Houston           | Stati Uniti   | Toyota Center                 | 1 ; 2              | 10.324 / 11.548                           | $901.670     |
| 9 aprile 2017     | Dallas            | Stati Uniti   | American Airlines Center      | 1 ; 2              | 12.460 / 13.204                           | $957.931     |
| 11 aprile 2017    | New Orleans       | Stati Uniti   | Smoothie King Center          | 1 ; 2              | 7.574 / 12.580                            | $507.455     |
| 12 aprile 2017    | Atlanta           | Stati Uniti   | Philips Arena                 | 1 ; 2              | 10.987 / 11.285                           | $780.827     |
| 14 aprile 2017    | Miami             | Stati Uniti   | American Airlines Arena       | 1 ; 2              | 12.019 / 12.673                           | $964.439     |
| 15 aprile 2017    | Orlando           | Stati Uniti   | Amway Center                  | 1 ; 2              | 12.226 / 12.574                           | $946.615     |
| Europa            |                   |               |                               |                    |                                           |              |
| 8 maggio 2017     | Stoccolma         | Svezia        | Friends Arena                 | 1 ; 3              | 14.106 / 14.106                           | $995.461     |
| 10 maggio 2017    | Oslo              | Norvegia      | Telenor Arena                 | 1 ; 3              | 12.129 / 12.412                           | $752.062     |
| 12 maggio 2017    | Herning           | Danimarca     | Jyske Bank Boxen              | 1 ; 3              | 9.111 / 14.578                            | $655.222     |
| 14 maggio 2017    | Amsterdam         | Paesi Bassi   | Ziggo Dome                    | 1 ; 3              | 31.801 / 31.815                           | $1.638.210   |
| 16 maggio 2017    | Amsterdam         | Paesi Bassi   | Ziggo Dome                    | 1 ; 3              | 31.801 / 31.815                           | $1.638.210   |
| 18 maggio 2017    | Birmingham        | Regno Unito   | Genting Arena                 | 1 ; 3              | 11.554 / 12.036                           | $738.618     |
| 20 maggio 2017    | Dublino           | Irlanda       | 3Arena                        | 1 ; 3              | 12.595 / 12.804                           | $792.166     |
| 22 maggio 2017    | Manchester        | Regno Unito   | Manchester Arena              | 1 ; 3              | 14.158 / 14.218                           | $883.825     |
| 7 giugno 2017     | Parigi            | Francia       | AccorHotels Arena             | 1 ; 4              | 15.121 / 15.442                           | $1.020.450   |
| 9 giugno 2017     | Lione             | Francia       | Halle Tony Garnier            | 1 ; 4              | 9.551 / 9.833                             | $518.788     |
| 11 giugno 2017    | Lisbona           | Portogallo    | MEO Arena                     | 1 ; 4              | 13.573 / 16.239                           | $755.290     |
| 13 giugno 2017    | Barcellona        | Spagna        | Palau Sant Jordi              | 1 ; 4              | 11.483 / 16.273                           | $917.766     |
| 15 giugno 2017    | Roma              | Italia        | PalaLottomatica               | 1 ; 4              | 10.500 / 10.558                           | $697.100     |
| 17 giugno 2017    | Torino            | Italia        | PalaAlpitour                  | 1 ; 4              | 11.211 / 11.211                           | $740.175     |
| Sud America       |                   |               |                               |                    |                                           |              |
| 29 giugno 2017    | Rio de Janeiro    | Brasile       | Jeunesse Arena                | 5 ; 6              | 10.337 / 12.370                           | $731.303     |
| 1º luglio 2017    | San Paolo         | Brasile       | Allianz Parque                | 5 ; 6              | 24.717 / 27.300                           | $1.605.750   |
| 3 luglio 2017     | Santiago del Cile | Cile          | Movistar Arena                | 1                  | 9.100 / 9.442                             | $994.977     |
| 5 luglio 2017     | Buenos Aires      | Argentina     | DirecTV Arena                 | 1 ; 7              | 8.623 / 8.727                             | $764.260     |
| Centro America    |                   |               |                               |                    |                                           |              |
| 9 luglio 2017     | Alajuela          | Costa Rica    | Parque Viva                   | 1 ; 8 ; 9 ; 10     | 11.141 / 11.141                           | $776.744     |
| Nord America      |                   |               |                               |                    |                                           |              |
| 12 luglio 2017    | Città del Messico | Messico       | Palacio de los Deportes       | 1                  | 36.284 / 40.278                           | $2.078.842   |
| 13 luglio 2017    | Città del Messico | Messico       | Palacio de los Deportes       | 1                  | 36.284 / 40.278                           | $2.078.842   |
| Asia              |                   |               |                               |                    |                                           |              |
| 10 agosto 2017    | Tokyo             | Giappone      | Makuhari Messe                | 11                 | 52.035 / 59.817                           | $6.525.600   |
| 12 agosto 2017    | Tokyo             | Giappone      | Makuhari Messe                | 12                 | 52.035 / 59.817                           | $6.525.600   |
| 13 agosto 2017    | Tokyo             | Giappone      | Makuhari Messe                | 12                 | 52.035 / 59.817                           | $6.525.600   |
| 15 agosto 2017    | Seul              | Corea del Sud | Gocheok Sky Dome              | N.D.               | 19.422 / 20.008                           | $1.876.580   |
| 17 agosto 2017    | Bangkok           | Thailandia    | IMPACT Arena                  | N.D.               | 9.308 / 9.694                             | $1.283.740   |
| 21 agosto 2017    | Manila            | Filippine     | Mall of Asia Arena            | N.D.               | 9.607 / 10.400                            | $1.199.770   |
| 26 agosto 2017    | Pechino           | Cina          | LeSports Center               | N.D.               | 7.997 / 8.023                             | $1.099.220   |
| 28 agosto 2017    | Shanghai          | Cina          | Mercedes-Benz Arena           | N.D.               | 11.225 / 11.225                           | $1.391.210   |
| 30 agosto 2017    | Guangzhou         | Cina          | Guangzhou Sports Arena        | N.D.               | 10.287 / 10.792                           | $1.247.490   |
| Oceania           |                   |               |                               |                    |                                           |              |
| 2 settembre 2017  | Auckland          | Nuova Zelanda | Spark Arena                   | N.D.               | 10.606 / 11.593                           | $954.738     |
| 4 settembre 2017  | Melbourne         | Australia     | Rod Laver Arena               | N.D.               | 23.809 / 24.694                           | $2.420.480   |
| 5 settembre 2017  | Melbourne         | Australia     | Rod Laver Arena               | N.D.               | 23.809 / 24.694                           | $2.420.480   |
| 8 settembre 2017  | Sydney            | Australia     | ICC Sydney Theatre            | N.D.               | 16.505 / 16.580                           | $1.625.830   |
| 9 settembre 2017  | Sydney            | Australia     | ICC Sydney Theatre            | N.D.               | 16.505 / 16.580                           | $1.625.830   |
| 12 settembre 2017 | Brisbane          | Australia     | Brisbane Entertainment Centre | N.D.               | 10.604 / 10.604                           | $1.022.406   |
| Asia              |                   |               |                               |                    |                                           |              |
| 19 settembre 2017 | Taipei            | Taiwan        | Taipei Arena                  | N.D.               | 11.570 / 12.673                           | $1.375.330   |
| 21 settembre 2017 | Hong Kong         | Hong Kong     | AsiaWorld–Arena               | N.D.               | 7.740 / 8.796                             | $1.006.410   |
| Totale            | Totale            | Totale        | Totale                        | Totale             | 899.102 / 1.008.742                       | $75.220.506  |

### Festival
| Data              | Città     | Stato     | Luogo                    | Festival                            | Biglietti venduti |
| Asia              | Asia      | Asia      | Asia                     | Asia                                |                   |
| ----------------- | --------- | --------- | ------------------------ | ----------------------------------- | ----------------- |
| 16 settembre 2017 | Singapore | Singapore | Singapore Street Circuit | Formula 1 2017 Singapore Grand Prix | 86.967 / 86.967   |

### Cancellazioni
| Data           | Città                | Stato       | Luogo              | Causa                                      |
| Europa         | Europa               | Europa      | Europa             | Europa                                     |
| -------------- | -------------------- | ----------- | ------------------ | ------------------------------------------ |
| 25 maggio 2017 | Londra               | Regno Unito | The O2 Arena       | Attentato di Manchester del 22 maggio 2017 |
| 26 maggio 2017 | Londra               | Regno Unito | The O2 Arena       | Attentato di Manchester del 22 maggio 2017 |
| 28 maggio 2017 | Anversa              | Belgio      | Sportpaleis        | Attentato di Manchester del 22 maggio 2017 |
| 31 maggio 2017 | Łódź                 | Polonia     | Atlas Arena        | Attentato di Manchester del 22 maggio 2017 |
| 1º giugno 2017 | Łódź                 | Polonia     | Atlas Arena        | Attentato di Manchester del 22 maggio 2017 |
| 3 giugno 2017  | Francoforte sul Meno | Germania    | Festhalle          | Attentato di Manchester del 22 maggio 2017 |
| 5 giugno 2017  | Zurigo               | Svizzera    | Hallenstadion      | Attentato di Manchester del 22 maggio 2017 |
| Sud America    |                      |             |                    |                                            |
| 18 luglio 2017 | Monterrey            | Messico     | Arena Monterrey    | problemi tecnici                           |
| 19 luglio 2017 | Monterrey            | Messico     | Arena Monterrey    | problemi tecnici                           |
| Asia           |                      |             |                    |                                            |
| 23 agosto 2017 | Ho Chi Minh          | Vietnam     | Quân khu 7 Stadium | motivi di salute                           |

## Dangerous Woman Diaries
Il 29 novembre 2018 è stato pubblicato il documentario sul Dangerous Woman Tour dal titolo Dangerous Woman Diaries. Esso ripercorre tutto il tour della cantante. Il primo episodio è concentrato sulla Sweetener Era. Il quarto episodio è per lo più dedicato alle vittime dell'attentato a Manchester mostrando una lettera in cui ringraziano la popolazione della città. Questo documentario è stato realizzato da Alfredo Flores, il fotografo della cantante. In 3 episodi vengono illustrate alcune delle performance eseguite dalla cantante durante il Dangerous Woman Tour.

### Episodio 2: Here's The Gag
1. Be Alright
2. Everyday
3. Bad Decisions
4. Let Me Love You
5. Knew Better / Forever Boy

### Episodio 3: Grateful
1. Touch It
2. Leave Me Lonely
3. Side To Side
4. Bang Bang
5. Greedy / Focus
6. Moonlight

### Episodio 4: One Love
1. Sometimes
2. Somewhere Over The Rainbow
3. One Last Time
4. Thinking Bout You
5. Into You
6. Dangerous Woman

| Episodio   | Titolo              | Durata | Pubblicazione gratuita |
| ---------- | ------------------- | ------ | ---------------------- |
| Episodio 1 | The light is coming | 27:04  | 29 novembre 2018       |
| Episodio 2 | Here’s The Gag      | 30:33  | 6 dicembre 2018        |
| Episodio 3 | Grateful            | 37:43  | 13 dicembre 2018       |
| Episodio 4 | One Love            | 37:54  | 20 dicembre 2018       |